# ARD-Themenwoche
Die ARD-Themenwoche ist ein Format der ARD, in dem die Sendeanstalten der ARD parallel in allen Hörfunk- und Fernsehprogrammen ein besonderes Thema als Schwerpunkt behandeln. Die erste Themenwoche wurde 2006 ausgestrahlt. Jedes Jahr ist ein anderer Sender der ARD für die Themenwoche verantwortlich. Im Jahr 2012 wurde die ARD für ihre Themenwoche zum Thema Tod und Sterben vom November 2012 mit dem Preis der Deutschen Hospiz- und Palliativ-Stiftung ausgezeichnet.
Die Themen der Themenwoche und die federführenden Rundfunkanstalten waren:
| Jahr | Datum                     | Motto                                                                      | Beschreibung                                 | federführende Rundfunkanstalt                                        |
| ---- | ------------------------- | -------------------------------------------------------------------------- | -------------------------------------------- | -------------------------------------------------------------------- |
| 2006 | 3. – 9. April             | „Leben was sonst“                                                          | zum Thema Krebserkrankungen                  |                                                                      |
| 2007 | 14. – 21. April           | „Kinder sind Zukunft“                                                      | zum Thema Kinder                             |                                                                      |
| 2008 | 20. – 26. April           | „Mehr Zeit zu leben“                                                       | zum Thema demografischer Wandel              |                                                                      |
| 2009 | 10. – 16. Mai             | „Ist doch Ehrensache! – wie Menschen sich für die Gesellschaft engagieren“ | zum Thema Bürgerschaftliches Engagement      |                                                                      |
| 2010 | 23. – 29. Oktober         | „Essen ist Leben“                                                          | zum Thema Ernährung                          |                                                                      |
| 2011 | 22. – 27. Mai             | „Der mobile Mensch“                                                        | [ 7 ]                                        | Südwestrundfunk (SWR)                                                |
| 2012 | 17. – 23. November        | „Leben mit dem Tod“                                                        | [ 9 ]                                        | Rundfunk Berlin-Brandenburg (rbb), Mitteldeutscher Rundfunk (MDR)    |
| 2013 | 16. – 22. November        | „Zum Glück“                                                                | [ 11 ]                                       | Westdeutscher Rundfunk (WDR)                                         |
| 2014 | 15. – 21. November        | „Anders als du denkst“                                                     |                                              | Bayerischer Rundfunk (BR)                                            |
| 2015 | 4. – 10. Oktober          | „Heimat“                                                                   | [ 14 ]                                       | Südwestrundfunk (SWR)                                                |
| 2016 | 30. Oktober – 5. November | „Zukunft der Arbeit“                                                       |                                              | Hessischer Rundfunk (hr), Radio Bremen, Saarländischer Rundfunk (SR) |
| 2017 | 11. – 17. Juni            | „Woran glaubst Du?“                                                        | zum Thema Glaube, religiös und nichtreligiös | Mitteldeutscher Rundfunk (MDR)                                       |
| 2018 | 11. – 17. November        | „Ist das gerecht?“                                                         | zum Thema Gerechtigkeit                      | Norddeutscher Rundfunk (NDR)                                         |
| 2019 | 9. – 16. November         | „Zukunft Bildung“                                                          | zum Thema Zukunft Bildung                    | Westdeutscher Rundfunk (WDR)                                         |
| 2020 | 15. – 21. November        | „Wie wollen wir leben“ #wieleben                                           | Nachhaltigkeit und Corona-Krise              | Rundfunk Berlin-Brandenburg (rbb)                                    |
| 2021 | 7. – 13. November         | „Stadt.Land.Wandel – Wo ist die Zukunft zu Hause?“                         | zum Thema Stadt und Land                     | Bayerischer Rundfunk (BR)                                            |
| 2022 | 6. – 12. November         | „WIR gesucht – Was hält uns zusammen?“                                     | zum Thema gesellschaftlicher Zusammenhalt    | Südwestrundfunk (SWR)                                                |